# William Pakenham
Sir William Christopher Pakenham (10 luglio 1861 – San Sebastián, 28 luglio 1933) è stato un ammiraglio irlandese.

## Biografia
Era il secondo figlio del contrammiraglio Thomas Alexander Pakenham, terzo figlio di Thomas Pakenham, II conte di Longford, e di sua moglie, Sophia Frances Sykes, figlia di Sir Tatton Sykes, IV baronetto.

## Carriera
Pakenham entrò nella Royal Navy come cadetto nel 1874 e servì sulla HMS Britannia.
Come membro della Flotta del Mediterraneo, ha fatto parte della HMS Monarch e fu promosso a guardiamarina nel 1876. Noto per la sua capacità di nuotatore, è stato molto lodato per galanteria dopo aver salvato un timoniere che era caduto in mare a Larnaca nell'agosto 1878 e qualche anno dopo ha tentato di salvare un uomo che cadde in mare dalla HMS Calypso a Kiel. Promosso a sottotenente nel mese di ottobre 1880 è stato trasferito sulla HMS Canada nel mese di aprile 1883 ed è stato promosso a tenente nel mese di ottobre 1883. Nel mese di giugno 1896 è stato promosso a comandante e mandato al Naval Intelligence Department (agosto 1899-marzo 1901).
Venne nominato comandante della HMS Daphne nel marzo 1901 e servì nella stazione in Cina quando fu promosso a capitano il 30 giugno 1903 prima di diventare un addetto navale a Tokyo (aprile 1904-maggio 1906). Durante il suo soggiorno in Giappone, è stato uno dei numerosi osservatori militari nell'ambito della alleanza anglo-giapponese.
Durante le prime fasi della guerra russo-giapponese (1904-1905), fu assegnato alla prima flotta giapponese, dove legò con l'ammiraglio giapponese Tōgō Heihachirō. In seguito è stato assegnato alla corazzata giapponese Asahi, dove ha trascorso 14 mesi, durante il quale era stato un osservatore della battaglia di Tsushima. Durante la battaglia, sfiorò di essere colpito da frammenti di una cannonata russa, che ha ucciso dei marinai lì vicino. Intriso di sangue, Pakenham tornò nella sua cabina e si mise una nuova uniforme e tornò al suo posto di osservazione pochi minuti dopo. I suoi rapporti dettagliati sulla battaglia furono mandati alla Royal Navy.
Fu Lord commissario dell'ammiragliato (9 dicembre 1911-dicembre 1913). È stato promosso a contrammiraglio, e nel mese di dicembre è stato nominato al comando della 3° Battlecruiser Squadron. Ha servito come Quarto Sea Lord dell'Ammiragliato (1911-1913). Fu aiutante di campo navale di Giorgio V (1912-1913).
Durante la prima guerra mondiale, a Pakenham fu affidato il comando del 2° Battlecruiser Squadron (7 marzo 1915) e alzò la bandiera a bordo l'incrociatore HMAS Australia. Messo fuori servizio per un infortunio, venne trasferito sulla HMS New Zealand a bordo del quale partecipò alla battaglia dello Jutland. Pakenham stato nominato comandante della flotta australiana nel settembre 1916.
Dopo la fine della prima guerra mondiale, Pakenham servì brevemente come presidente della Royal Naval College (Greenwich) (1919-1920) e poi come North America and West Indies Station, nell'ottobre 1920, con HMS Raleigh come fiore all'occhiello. La sua visita alla costa occidentale degli Stati Uniti nel 1922 è stata un successo diplomatico, ed è stato nominato ammiraglio in quell'anno.

## Morte
Si ritirò nel 1926. Morì celibe, a San Sebastián, il 28 luglio 1933.

## Ascendenza
|                                       |                                 |                                            | Genitori                     |  |  | Nonni |  |  | Bisnonni                               |  |  | Trisnonni                             |  |
|                                       |                                 |                                            |                              |  |  |       |  |  | Edward Pakenham, II barone di Longford |  |  | Thomas Pakenham, I barone di Longford |  |
|                                       |                                 |                                            |                              |  |  |       |  |  | Edward Pakenham, II barone di Longford |  |  | Thomas Pakenham, I barone di Longford |  |
|                                       |                                 | Elizabeth Pakenham, I contessa di Longford |                              |  |  |       |  |  | Edward Pakenham, II barone di Longford |  |  |                                       |  |
| Thomas Pakenham, II conte di Longford |                                 |                                            |                              |  |  |       |  |  | Edward Pakenham, II barone di Longford |  |  |                                       |  |
|                                       |                                 | Catherine Rowley                           | Hercules Langford Rowley     |  |  |       |  |  |                                        |  |  |                                       |  |
|                                       |                                 | Catherine Rowley                           | Hercules Langford Rowley     |  |  |       |  |  |                                        |  |  |                                       |  |
|                                       |                                 | Catherine Rowley                           | Elizabeth Ormsby Upton       |  |  |       |  |  |                                        |  |  |                                       |  |
| Thomas Pakenham                       |                                 | Catherine Rowley                           |                              |  |  |       |  |  |                                        |  |  |                                       |  |
|                                       |                                 | William Lygon, I conte Beauchamp           | Reginald Lygon               |  |  |       |  |  |                                        |  |  |                                       |  |
|                                       |                                 | William Lygon, I conte Beauchamp           | Reginald Lygon               |  |  |       |  |  |                                        |  |  |                                       |  |
|                                       |                                 | William Lygon, I conte Beauchamp           | Susanna Hanmer               |  |  |       |  |  |                                        |  |  |                                       |  |
| Georgiana Lygon                       |                                 | William Lygon, I conte Beauchamp           |                              |  |  |       |  |  |                                        |  |  |                                       |  |
|                                       |                                 | Catharine Denn                             | James Denn                   |  |  |       |  |  |                                        |  |  |                                       |  |
|                                       |                                 | Catharine Denn                             | James Denn                   |  |  |       |  |  |                                        |  |  |                                       |  |
|                                       |                                 | Catharine Denn                             | Margaret Brice               |  |  |       |  |  |                                        |  |  |                                       |  |
| William Pakenham                      |                                 | Catharine Denn                             |                              |  |  |       |  |  |                                        |  |  |                                       |  |
|                                       | Christopher Sykes, II baronetto | Mark Sykes, I baronetto                    |                              |  |  |       |  |  |                                        |  |  |                                       |  |
|                                       | Christopher Sykes, II baronetto | Mark Sykes, I baronetto                    |                              |  |  |       |  |  |                                        |  |  |                                       |  |
|                                       | Christopher Sykes, II baronetto | Decima Woodham                             |                              |  |  |       |  |  |                                        |  |  |                                       |  |
| Tatton Sykes, IV baronetto            | Christopher Sykes, II baronetto |                                            |                              |  |  |       |  |  |                                        |  |  |                                       |  |
|                                       |                                 | Elizabeth Tatton                           | William Tatton               |  |  |       |  |  |                                        |  |  |                                       |  |
|                                       |                                 | Elizabeth Tatton                           | William Tatton               |  |  |       |  |  |                                        |  |  |                                       |  |
|                                       |                                 | Elizabeth Tatton                           | Hester Egerton               |  |  |       |  |  |                                        |  |  |                                       |  |
| Sophia Frances Sykes                  |                                 | Elizabeth Tatton                           |                              |  |  |       |  |  |                                        |  |  |                                       |  |
|                                       |                                 | William Foulis, VII baronetto              | William Foulis, VI baronetto |  |  |       |  |  |                                        |  |  |                                       |  |
|                                       |                                 | William Foulis, VII baronetto              | William Foulis, VI baronetto |  |  |       |  |  |                                        |  |  |                                       |  |
|                                       |                                 | William Foulis, VII baronetto              | Hannah Robinson              |  |  |       |  |  |                                        |  |  |                                       |  |
| Mary Anne Foulis                      |                                 | William Foulis, VII baronetto              |                              |  |  |       |  |  |                                        |  |  |                                       |  |
|                                       |                                 | Mary Anne Turnor                           | Edmund Turnor                |  |  |       |  |  |                                        |  |  |                                       |  |
|                                       |                                 | Mary Anne Turnor                           | Edmund Turnor                |  |  |       |  |  |                                        |  |  |                                       |  |
|                                       |                                 | Mary Anne Turnor                           | Mary Disney                  |  |  |       |  |  |                                        |  |  |                                       |  |
|                                       |                                 | Mary Anne Turnor                           |                              |  |  |       |  |  |                                        |  |  |                                       |  |